# Мегацунами в заливе Литуйя
Мегацунами в заливе Литуйя — стихийное бедствие, произошедшее 9 июля 1958 года в заливе Литуйя на юго-востоке Аляски. В результате землетрясения магнитудой 8,3 с гор сошёл мощный оползень. В воды залива обрушилось около 30 млн м³ камней и льда. Это привело к образованию гигантской волны цунами, которая поднялась вверх по склону и достигла деревьев на высоте 524 м. Жертвами стихийного бедствия стали 5 человек.

## Залив Литуйя
Литуйя представляет собой фьорд, расположенный на разломе Фэруэтер в северо-восточной части залива Аляска. Это Т-образная бухта длиной 14 км и до 3 км в ширину. Максимальная глубина составляет 220 м. Узкий вход в бухту имеет глубину всего 10 м. В залив Литуйя спускаются два ледника, каждый из которых имеет длину около 19 и ширину до 1,6 км. За предшествующее описываемым событиям столетие в Литуйе уже несколько раз наблюдались волны высотой более 50 м: в 1854, 1899 и 1936 годах.

## Землетрясение

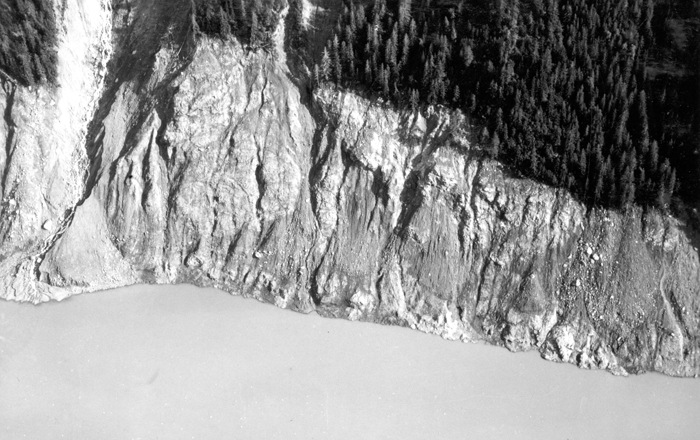
Часть южного берега залива Литуйя

Землетрясение магнитудой от 7,9 до 8,3 по шкале Рихтера произошло 9 июля 1958 года. Эпицентр находился в районе хребта Фэруэтер примерно в 21 км к юго-востоку от залива Литуйя. Землетрясение было самым сильным в этом регионе более чем за 50 лет.
Землетрясение вызвало субаэральный камнепад в устье ледника Гильберт в заливе Литуйя. В результате этого оползня более 30 миллионов кубических метров горных пород рухнули в залив и привели к образованию мегацунами. В результате этой катастрофы погибло 5 человек: трое погибли на острове Хантаак и ещё двоих смыло волной в заливе. В Якутате, единственном постоянном населённом пункте вблизи эпицентра, были повреждены объекты инфраструктуры: мосты, доки и нефтепроводы.
После землетрясения проводилось исследование подлёдного озера, расположенного к северо-западу от изгиба ледника Литуйя в самом начале залива. Оказалось, что озеро опустилось на 30 метров. Этот факт послужил основанием для ещё одной гипотезы образования гигантской волны высотой более 500 метров. Вероятно, во время схода ледника большой объём воды попал в залив через ледяной тоннель под ледником. Впрочем, сток воды из озера не мог быть основной причиной возникновения мегацунами.

## Воспоминания очевидцев
9 июля 1958 года в 22:15 по местному времени было еще светло, когда в районе залива Литуйя произошло землетрясение. Была ясная погода, во время отлива вода опустилась примерно на 1,5 м. Билл и Вивиан Суонсон ловили рыбу на своей лодке, стоявшей на якоре в бухте Анкоридж у западной стороны залива Литуйя:

После первого толчка я упал с койки и посмотрел в сторону начала залива, откуда шёл шум. Горы содрогались просто страшно, вниз неслись камни со снегом. И особенно поражал ледник, северный ледник, который называют ледником Литуйя. Я знаю, что обычно тот ледник не увидеть с места, где я стоял на якоре. Люди качают головой, когда я рассказываю о том, что я видел его в ту ночь. Я ничего не могу поделать, если мне не верят. Я знаю, что ледник не видно из бухты Анкоридж, но я также знаю и то, что видел его в ту ночь. Ледник взметнул в воздух и двинулся вперед, так что его стало видно. Он, должно быть, поднялся на несколько сотен футов. Я не говорю, что он просто повис в воздухе. Но он прыгал и трясся как безумный. От него откалывались большие куски льда и падали в воду. Хотя это было в шести милях от меня, эти куски всё равно выглядели большими. Они отваливались от ледника так, как будто бы самосвал вываливал кучу камней. Так продолжалось некоторое время — трудно сказать, как долго, — а потом вдруг ледник исчез из поля зрения, и над этим местом поднялась большая стена воды. Волна сразу же пошла в нашу сторону, и мне стало не до того, чтобы разглядывать, что там ещё происходило.Оригинальный текст (англ.)With the first jolt, I tumbled out of the bunk and looked toward the head of the bay where all the noise was coming from. The mountains were shaking something awful, with slide of rock and snow, but what I noticed mostly was the glacier, the north glacier, the one they call Lituya Glacier. I know you can’t ordinarily see that glacier from where I was anchored. People shake their heads when I tell them I saw it that night. I can’t help it if they don’t believe me. I know the glacier is hidden by the point when you’re in Anchorage Cove, but I know what I saw that night, too. The glacier had risen in the air and moved forward so it was in sight. It must have risen several hundred feet. I don’t mean it was just hanging in the air. It seems to be solid, but it was jumping and shaking like crazy. Big chunks of ice were falling off the face of it and down into the water. That was six miles away and they still looked like big chunks. They came off the glacier like a big load of rocks spilling out of a dump truck. That went on for a little while—its hard to tell just how long—and then suddenly the glacier dropped back out of sight and there was a big wall of water going over the point. The wave started for us right after that and I was too busy to tell what else was happening up there.

Максимальная высота волны, 516 метров, была определена измерением максимальных высот на склонах гор, где растительности был причинён ущерб волной.